# Дикирх
Дикирх (лукс. Dikrech фр. Diekirch) је град у Луксембургу.

## Географија
Дикирх је општина са градским статусом у североисточном Луксембургу, главни град Кантона Дикирх и Округа Дикирх. Град је смештен на обалама реке Сауер.
Простире се на 12,42 км2. Према попису из 2001. године град Дикирх има 6.068 становника. Према процени 2009. има 6.318 становника.

## Знаменитости
У граду постоји пивара са истим именом као и само место. Постоје и три средње школе.
Град је дом Музеја народне историје у коме се чувају сећања на Арденску битку у којој је Дикирх одиграо значајну улогу.

## Маскота
Маскота града је магарац. Постоји фонтана у облику магарца у центру града. Карневалска поворка која се сваке године одржава у Дикирху је у знаку магарца.

## Демографија
Попис 15. фебруара 2001:
- Укупна популација: 6.068
  - Мушкарци: 3.158
  - Жене: 2.910

| Националност  | Популација | %      |
| ------------- | ---------- | ------ |
| Луксембуржани | 3.853      | 63,50% |
| - Португалци  | 1.418      | 23,37% |
| - Французи    | 117        | 1,93%  |
| - Италијани   | 176        | 2,90%  |
| - Белгијанци  | 70         | 1,15%  |
| - Немци       | 94         | 1,55%  |
| - Југословени | 128        | 2,11%  |
| - Остали      | 212        | 3,49%  |

## Градови побратими
- Битбург
- Арлон
- Ајанж
- Либерти
- Монте

## Галерија
- Дикирх
- Сауер река тече кроз Дикирх
- Дворац Виртген (Данас средња музичка школа)